# Microlaimus problematicus
Microlaimus problematicus är en rundmaskart som beskrevs av Allgen 1932. Microlaimus problematicus ingår i släktet Microlaimus och familjen Microlaimidae. Inga underarter finns listade i Catalogue of Life.